# Rättfärdighetens lärare
Rättfärdighetens lärare är en figur som uppträder i några av Dödahavsrullarna i Qumran, framförallt i Damaskusskriften. Detta dokument talar kortfattat om ursprunget till en sekt, förmodligen Esséerna, 390 år efter den babyloniska fångenskapen och efter 20 år av "blint famlande efter vägen". "Guden ... påvisade för dem en Rättfärdighetslärare att vägleda dem i enlighet med dess hjärta".
Läraren lovprisas ha korrekt förståelse av Torahn, kvalificerad att utöva dess exakta instruktioner (d.v.s. en inspirerad uttolkare av profeterna) och att vara en genom vilken guden skulle avslöja för gemenskapen "de dolda ting där Israel hade gått vilse".

## Lärarens identitet
Även om  lärarens exakta identitet är okänd, så har sektens lärare, baserat på texten i gemenskapens regelrulla, identifierats som en Kohen-präst i patrilineärt led av Sadok, som var den första översteprästen att tjänstgöra i första Templet.

### Den "felande" översteprästen på 150-talet f.Kr.
En teori som förespråkas först av Jerome Murphy-O'Connor  och därefter av Stegemann är att  Rättfärdighetens lärare varit överstepräst, men därefter avsattes av Jonatan Apphus. I Första Mackabeerboken finns ingen överstepräst namngiven för perioden från  Alcimus död 159 f.Kr. till Jonatans anspråk på översteprästpositionen med Alexander Epifanes auktoritet år 152 f.Kr. (1 Mack 10:18-20). Av detta kan man dra slutsatsen att det inte fanns någon överstepräst för dessa år, och Josephus kan faktiskt vila tungt på Första Mackabeerboken vid denna slutledningspunkt i sin historia. (Ant. 20,237). Det är dock osannolikt att ämbetet varit helt vakant under dessa år. Stegemann föreslår att anledningen till att ingenting sägs i 1 Mackabeerboken om en överstepräst mellan Alcimus och Jonathan var ursäktande: Att dölja det faktum att hasmonéerna fått översteprästskapet genom att tillskansa sig det från dess rättmätige innehavare, Rättfärdighetens lärare. Alvar Ellegård följer denna linje och hävdar att Rättfärdighetens lärare inte bara var ledare för Essenerna i Qumran, utan också var identisk med den ursprungliga Jesusfiguren 150 år före tidpunkten för evangelierna.